# Jonnu Smith
Jonnu Andre Smith (geboren am 22. August 1995 in Philadelphia, Pennsylvania) ist ein US-amerikanischer American-Football-Spieler auf der Position des Tight Ends, der zurzeit bei den Miami Dolphins unter Vertrag steht. Er spielte College Football für die Florida International University. Von 2017 bis 2020 war Smith für die Tennessee Titans aktiv, anschließend spielte er für die New England Patriots und die Atlanta Falcons.

## College
Smith begann im Alter von fünf Jahren, Football zu spielen. Er besuchte die West Port High School in Ocala, Florida, wo er American Football spielte und als Gewichtheber aktiv war.
Ab 2013 ging Smith auf die Florida International University (FIU), um College Football für die FIU Panthers zu spielen. Florida International war das einzige College, das Smith ein Stipendium angeboten hatte. Er war von Beginn an Stammspieler und spielte in 43 Partien für die Panthers, in denen Smith 178 Pässe für 2001 Yards und 18 Touchdowns fing. Am erfolgreichsten war er dabei in der Saison 2014, als er auf 61 Catches, 710 Yards Raumgewinn und acht Touchdowns kam. Damit war Smith in dieser Spielzeit der erfolgreichste Tight End in der FBS. Wegen einer Knieverletzung verpasste er vier Partien der Saison 2015. Am 31. Oktober 2016 wurde Smith nach einem Streit von seiner schwangeren Freundin mit kochendem Wasser angegriffen und erlitt dabei schwere Verbrennungen. Dennoch verpasste er nur eine Partie und kam in den letzten beiden Saisonspielen wieder zum Einsatz.

## NFL
Smith wurde im NFL Draft 2017 in der 3. Runde an 100. Stelle von den Tennessee Titans ausgewählt. Damit war er der an dritthöchster Stelle ausgewählte Spieler in der Geschichte von Florida International nach Johnathan Cyprien und T. Y. Hilton. Beim 37:16-Sieg gegen die Jacksonville Jaguars gelang Smith am zweiten Spieltag seiner Rookiesaison nach einem Screen Pass von Marcus Mariota sein erster Touchdown in der NFL. Im letzten Spiel der Saison, als die Titans in der Divisional Round der Play-offs den New England Patriots unterlagen, zog er sich einen Innenbandriss zu. Als zweiter Tight End hinter Delanie Walker fing Smith als Rookie in der Regular Season 18 Pässe für 157 Yards und zwei Touchdowns.
In der Saison 2018 kam Smith auf 20 gefangene Pässe für 258 Yards Raumgewinn und drei Touchdowns. In Woche 14 gegen die Jacksonville Jaguars riss er sich wie bereits in der Vorsaison das Innenband, was die Spielzeit für ihn vorzeitig beendete. In seinem dritten Jahr in der NFL wurde Smith unter dem neuen Quarterback Ryan Tannehill ein wichtigerer Faktor im Passspiel der Titans. Er stellte mit 35 gefangenen Pässen und 439 Receiving Yards jeweils Karrierebestwerte auf, er fing drei Touchdownpässe.
Nach der Entlassung von Delanie Walker, der bereits in den beiden Saison zuvor verletzungsbedingt wenig zum Einsatz gekommen war, ging Smith als unumstritten bedeutendster Tight End der Titans in die Saison 2020. Er spielte seine bis dahin stärkste Saison und erzielte acht Touchdowns. In der zweiten Saisonhälfte wurde Smith zunehmend als Blocker eingesetzt, um die durch den verletzungsbedingten Ausfall von Taylor Lewan geschwächte Offensive Line zu unterstützen.
Im März 2021 unterschrieb Smith einen Vierjahresvertrag über 50 Millionen Dollar bei den New England Patriots. Dort blieb er neben dem ebenfalls neu verpflichteten Tight End Hunter Henry eher unauffällig und fing in 16 Partien 28 Pässe für 294 Yards und einen Touchdown. Nach zwei Saisons mit insgesamt 539 Yards und einem Touchdown gaben die Patriots Smith im März 2023 im Austausch gegen einen Siebtrundenpick an die Atlanta Falcons ab.
Bei den Falcons war Smith in der Saison 2023 in sechs von 17 Spielen Starter und spielte 58 % aller offensiven Snaps. Er fing 50 Pässe für 582 Yards und drei Touchdowns. Am 27. Februar wurde Smith von den Falcons entlassen.
Am 8. März 2024 unterschrieb Smith einen Zweijahresvertrag im Wert von bis zu zehn Millionen US-Dollar bei den Miami Dolphins.

### NFL-Statistiken
| Saison                             | Team                 | Spiele | Spiele | Receiving | Receiving | Receiving | Receiving | Receiving | Fumbles | Fumbles |
| Saison                             | Team                 | GP     | GS     | Rec       | Yds       | Avg       | Lng       | TD        | Fum     | Lost    |
| ---------------------------------- | -------------------- | ------ | ------ | --------- | --------- | --------- | --------- | --------- | ------- | ------- |
| 2017                               | Tennessee Titans     | 16     | 13     | 18        | 157       | 8,7       | 32        | 2         | 0       | 0       |
| 2018                               | Tennessee Titans     | 13     | 12     | 20        | 258       | 12,9      | 61        | 3         | 1       | 0       |
| 2019                               | Tennessee Titans     | 16     | 14     | 35        | 439       | 12,5      | 57        | 3         | 0       | 0       |
| 2020                               | Tennessee Titans     | 15     | 14     | 41        | 448       | 10,9      | 63        | 8         | 0       | 0       |
| 2021                               | New England Patriots | 16     | 11     | 28        | 294       | 10,5      | 28        | 1         | 1       | 0       |
| 2022                               | New England Patriots | 14     | 8      | 27        | 245       | 9,1       | 53        | 0         | 1       | 0       |
| 2023                               | Atlanta Falcons      | 17     | 6      | 50        | 582       | 11,6      | 60        | 3         | 1       | 1       |
| 2024                               | Miami Dolphins       | 17     | 6      | 88        | 884       | 10,0      | 57        | 8         | 2       | 1       |
| Total                              | Total                | 124    | 84     | 307       | 3307      | 10,8      | 63        | 28        | 6       | 2       |
| Quelle: pro-football-reference.com |                      |        |        |           |           |           |           |           |         |         |